# Емигрант Канјон (Јута)
Емигрант Канјон (енгл. Emigration Canyon) насељено је место без административног статуса у америчкој савезној држави Јута.

## Демографија
По попису из 2010. године број становника је 1.567.
| Група             | 2000.    | 2010.         |
| Белци             | 0 (0,0%) | 1.439 (91,8%) |
| Афроамериканци    | 0 (0,0%) | 11 (0,7%)     |
| Азијати           | 0 (0,0%) | 44 (2,8%)     |
| Хиспаноамериканци | 0 (0,0%) | 44 (2,8%)     |
| Укупно            | 0        | 1.567         |